# Thomas Stöß
Thomas Stöß (* 12. Dezember 1969 in Anklam) ist ein deutscher Komponist und Dirigent.

## Leben
Stöß begann seine musikalische Ausbildung in Plauen am dortigen Vogtlandkonservatorium „Clara Wieck“ Plauen bei Gerd Fiedler (Klavier) und Friedrich Reichel (Musiktheorie/Komposition). Noch vor seinem Studium erhielt er ein einjähriges Engagement als Ballettrepetitor am Theater der Stadt Plauen und schrieb eine kleine Bühnenmusik zu Molières „Der Arzt wider Willen“ für das Theater Freiberg. Von 1991 bis 1998 studierte er an der Hochschule für Musik Franz Liszt in Weimar bei Antonius Streichhardt und Reinhard Wolschina (Komposition), Diethelm Müller-Nielsen (Klavier) und Reinhard Geilert (Korrepetition und Dirigieren).
Seit 1997 arbeitet Stöß freischaffend als Komponist und ist zusätzlich als Lehrer für Klavier und Komposition an der Städtischen Musikschule Chemnitz tätig. Zeitweilig dirigierte er das dortige Jugendsinfonieorchester. Er erhielt mehrere Kompositionsaufträge, unter anderem von der Neubrandenburger Philharmonie, der Philharmonie Erfurt, der Ernst Barlach Stiftung Güstrow, dem ensemble diX und dem Chemnitzer Barockorchester. Einige seiner Werke wurden auf CD aufgenommen und vom Rundfunk mitgeschnitten. Er arbeitete mit namhaften Solisten und Ensembles zusammen, so unter anderem der Pianistin Sheila Arnold, dem Dirigenten Nicolás Pasquet, dem Bariton Mario Hoff, dem Ensemble Sortisatio, dem Utrecht String Quartett, dem Trio pianOVo, dem ensemble diX, dem ensemble 01 sowie dem Würzburger Klaviertrio. 
Seine Klavierwerke für Kinder und Jugendliche etablieren sich als Wettbewerbsstücke. Neben Solo und Kammermusik schrieb Stöß ein Klavierkonzert, eine sinfonische Dichtung für großes Orchester (Europa) und eine lateinische Messe für Soli, Chor und Streichorchester (Missa Misericordiae).

## Werke (Auswahl)
- Konzert für Klavier und Orchester (1996)
- Europa, sinfonische Dichtung in zwei Teilen für grosses Orchester (1998)
- Fantasie für Violine und Klavier (1999)
- Irritationen, zwei Bilder für Streichquartett (1999)
- Fries der Lauschenden, Musik zu den Plastiken des gleichnamigen Figurenzyklus von Ernst Barlach für Oboeninstrumente, Violoncello und Klavier (1999)
- 12 Klaviergeschichten (2012)

## Diskografie
- Fries der Lauschenden (Westend Classics Berlin 2010)